# Krameria ramosissima
Krameria ramosissima är en tvåhjärtbladig växtart som först beskrevs av Samuel Frederick Gray, och fick sitt nu gällande namn av S. Wats.. Krameria ramosissima ingår i släktet Krameria och familjen Krameriaceae. Inga underarter finns listade i Catalogue of Life.